# Morellato
Morellato (Morellato & Sector) est un groupe italien de fabrication et de commercialisation de montres et d'articles de  joaillerie avec bijouterie fantaisie, basée à Santa Giustina in Colle, dans la province de Padoue, en Vénétie.

## Historique
Fondée à Bologne en 1930 par Giulio Morellato, la société Morellato utilise principalement l'acier dans sa production d'articles de bijouterie fantaisie.
En 2010, pour fêter les 80 ans de la création de la société, une collection créée par Jade Jagger, la fille de Mick Jagger est commercialisée,.

## Marques
Le groupe compte les marques Philip Watch (it), Sector No Limits, Chronostar, Bluespirit et Pianegonda. Il  collabore via des licences avec John Galliano, Just Cavalli, Pirelli, Maserati et Miss Sixty (en).
Il est l'un des plus gros producteurs mondiaux de ceintures et d'étuis pour la joaillerie,, qui constituent l'activité originelle de Morellato depuis 1930.